# Sofene
Sophene o Sofene (en armenio: Ծոփք o Չորրորդ Հայք Tsopkh en griego antiguo: Σωφηνή Sōphēnē) fue una provincia del Reino de Armenia y de Roma durante la Edad Antigua. Localizada al sudeste de la contemporánea Turquía.

## Historia
También denominada Shahuni o Tsopq si bien es el nombre de una región concreta, fue también aplicado a toda la zona norte entre Melitene y Amida, hasta el valle del Éufrates.
En el periodo helenístico se denominó Armenia Sofene a la Armenia occidental o Reino de la Pequeña Armenia. En el siglo I los romanos dividieron por un tiempo la zona entre la Pequeña Armenia al norte (que no incluía Sofene) y la Armenia Sofene, junto a las regiones de Derzene, Keltzene, Acisilene, Khorzene, Daranaliq, Balabitene, Astianene, Sofene, Anzitene y Arzanene.
La capital de Sofene, según Estrabón, era Carcathiocerta, (quizás Hierápolis). Con la partición de Armenia entre Roma y Persia en el 387, Sofene quedó bajo la influencia de la zona romana.